# Cyrtopsis scutigera
Cyrtopsis scutigera är en insektsart som beskrevs av Bei-bienko 1962. Cyrtopsis scutigera ingår i släktet Cyrtopsis och familjen vårtbitare. Inga underarter finns listade i Catalogue of Life.